# Odd Nerdrum

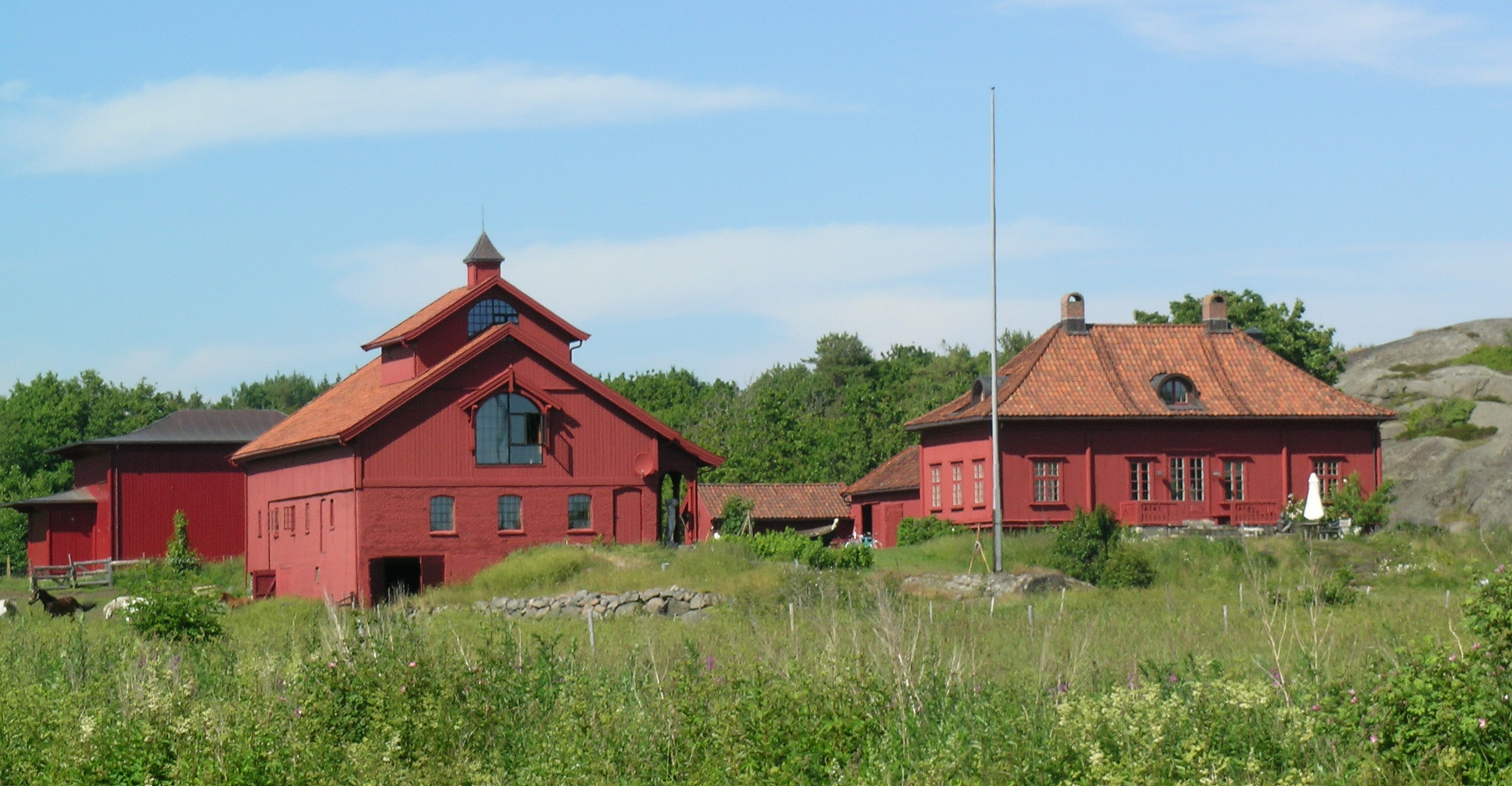
Odd Nerdrums Atelier in Røvika, Larvik

Odd Nerdrum (* 8. April 1944 in Helsingborg, Schweden) ist ein norwegischer Maler und Schriftsteller.
Er studierte 1962 bis 1965 an der Kunstakademie in Oslo (Statens Kunstakademi). Sein Malstil orientiert sich an Tizian, Caravaggio und Rembrandt. Auch Edvard Munch und Ernst Josephson übten einen gewissen Einfluss auf ihn aus. Bereits als Student suchte er nach eigenen Angaben eine Gegenbewegung zur US-amerikanischen Pop Art eines Andy Warhol oder Robert Rauschenberg.
Seine Werke sind heute in Museen auf der ganzen Welt zu finden, z. B. im Hirshhorn Museum and Sculpture Garden in Washington, D.C., im Metropolitan Museum of Art in New York, in der Nationalgalerie in Oslo und im Hessischen Landesmuseum Darmstadt. Am Kunstmarkt erzielten seine Bilder Preise bis zu 300.000 US-Dollar.

## Rezeption
Odd Nerdrums Kunst hat viel Kritik erfahren. Seine realistische Malerei im Stil der Alten Meister wurde als neokonservativ abgewertet. Nerdrum selber bekannte sich früh zum Kitsch, für dessen positive Neubewertung er eintritt. Zu seinen Bewunderern im deutschsprachigen Raum zählen der Dramatiker Botho Strauss und der Schriftsteller Christian Kracht, dessen Romane Titelbilder von ihm verwenden.
Nerdrum reagierte zusehends empfindlich auf Rezensionen und Berichterstattungen der norwegischen Medien. Zwischen 2002 und 2010 gab er im Grunde genommen keine Interviews. Ihm wurde der Vorwurf gemacht, sich als wichtigster und hellsichtigster Maler seiner Zeit in Szene zu setzen, „als Übermensch, der Gott selbst helfen könne, das Schöne in seiner eigenen Schöpfung zu erblicken“ (Johan L. Tønnesson).

## Privates
Nerdrum lebte 17 Jahre mit der Künstlerin Cecilie Broch Knudsen zusammen, seit 2007 Rektorin der Kunsthochschule Oslo. Zusammen haben sie drei Töchter. Seit 1995 ist Nerdrum mit der Hardangerfiedel-Spielerin Turid Spildo verheiratet. Sie haben zwei Söhne und zwei Töchter. Die Familie lebt in Stavern, Norwegen, und im französischen Département Yvelines bei Paris.

## Rechtsstreit
Nachdem Nerdrum mehrere seiner Bilder nach ihrem Verkauf zurückkaufen oder neu malen musste wegen eines technischen Fehlers einer Farbbeimengung, der zu einer nachträglichen Zerstörung der Bilder führte, deponierte er als Reserve für mögliche zukünftige Entschädigungsansprüche größere Summen Bargeld in Österreich. Als dies der Steuerbehörde bekannt wurde, wurde er wegen Steuerhinterziehung angeklagt und am 17. August 2011 in Oslo in Abwesenheit zu zwei Jahren Haft verurteilt. Er legte Berufung gegen das Urteil ein. In zweiter Instanz erhöhte das Borgarting lagmannsrett am 27. Juni 2012 das Strafmaß auf zwei Jahre und zehn Monate. Gegen die Strafzumessung wurden Rechtsmittel eingelegt. Nerdrum zog daraufhin vor das Høyesterett, das zwar nicht erneut in die Beweisaufnahme einsteigen konnte, aber das jüngste Urteil wegen sachlicher Fehler aufhob. Der wieder aufgerollte Prozess begann im August 2013 vor dem Borgarting lagmannsrett und endete am 16. Juni 2014. Das Gericht sah es als erwiesen an, dass Nerdrum zwischen 1999 und 2001 rund 3 Millionen Kronen an Steuern hinterzogen hatte, und verurteilte ihn zu 20 Monaten Gefängnis, davon acht Monate auf Bewährung. Danach reichte Nerdrum beim Justizministerium einen Antrag auf Begnadigung ein, der dann abgelehnt wurde.
Am 22. September 2017 wurde Nerdrum von König Harald V. begnadigt. Seine Malerei wurde somit nicht durch eine Gefängnisstrafe unterbrochen. Nach norwegischem Recht hätte er im Gefängnis nicht malen dürfen (Verbot beruflicher Tätigkeit).

## Werke (Auswahl)

### Malerei
- 1977 Self-portrait in the Evening Sun
- 1978 The Murder of Andreas Baader
- 1979 Refugees at Sea
- 1982 The Brick. Summer Day. Nevlunghavn. Hermaphrodite.
- 1983 Iron Law. Spring.
- 1988 Storyteller. The Singers.
- 1993 Baby
- 1996 Life Saver
- 1996 Stripper
- 1997 Initiation. Self-portrait in Golden Cape.
- 1999 Twins by the Sea
- 2008 Mother and Child

### Dramen und Prosa
- 2003 Immanuel Kants siste dager. 4 scener (Die letzten Tage des Immanuel Kant. Vier Szenen)
- 2004 Karyatiden - en tragedie (Die Karyatide - eine Tragödie)
- 2005 Diamantmannen (Der Diamant-Mann)
- 2007 Hvordan vi lurer hverandre. Tre dialoger (Wie wir einander betrügen. Drei Dialoge)